# Éric Tibusch
 (juin 2025).
Éric Tibusch est un styliste né le 6 janvier 1972 à Lyon,

## Biographie
Né en 1972 et originaire de Bonifacio (Corse du Sud), Eric Tibusch partage son enfance entre celle-ci et Tahiti.
Depuis toujours attiré par l’univers de la mode, Eric Tibusch arrive à dix-huit ans à Paris où il apprend la mode. Jean Paul Gaultier lui confie la responsabilité de ses défilés à l’étranger. À son départ de la maison Jean Paul Gaultier, Eric Tibusch se voit offrir la direction d’un nouveau programme de développement mode de la compagnie Kopenhagen Fur en 2005, période durant laquelle il collabore notamment avec les maisons Karl Lagerfeld, John Galliano[réf. nécessaire].
À la suite de ses différentes expériences Eric Tibusch ouvre sa propre entreprise en juillet 2006. Il crée en 2010 une tenue en chocolat pour le Salon du chocolat de Paris puis de New York. À l'occasion de la nouvelle bouteille de champagne Malard, l'égérie publicitaire est habillée par Éric Tibusch. En octobre 2012,il lance sa première collection de prêt à porter femme.  
Il participe à des événements internationaux tels que les Festivals de Cannes et de Marrakech puis collabore étroitement avec des artistes du cinéma et de la musique[réf. nécessaire]. 
En juillet 2013, il vient de présenter sa 15e collection à l'espace Pierre Cardin, pour ce défilé Automne/Hiver 2013-2014, le couturier Claude Montana a participé à cette collection en dessinant trois modèles.

## Participations
Éric Tibusch participe à quelques évènements internationaux, dont les fashion weeks de Busan en Corée du Sud, Tunis en Tunisie et le Festival International du film de Marrakech[réf. souhaitée].
En 2011, Éric Tibusch participe au 64e Festival de Cannes en habillant pour la montée des marches du Palais des Festivals des actrices, dont Michelle Rodríguez, Mallika Sherawat et Ariane Brodier[réf. souhaitée].
Il intervient aussi pour l'Exposition 2011 « Dar Maalma » en faveur des femmes artisanes du Maroc[réf. souhaitée], qui eut lieu du 25 au 31 octobre dans la ville de Casablanca.
En 2013, Éric Tibusch participe au 66e festival international du film à Cannes pour l'occasion il a habillé la Miss France 2013, Marine Lorphelin, lors de la cérémonie de clôture du Festival. 
Il a également habillé l’acteur français Karim Saidi et son épouse Siham Noumile, lors de cette même montée des marches pour la cérémonie de clôture[réf. souhaitée].
Il fait les robes des 12 participantes restantes de miss France 2014 pour leur défilé sur la princesse Anastasia. Pour le magazine Nous Deux, Éric Tibusch apparaît dans le roman photo, mis en scène avec ses trois mannequins.